# Nagy Gáspár
Nagy Gáspár (Bérbaltavár, 1949. május 4. – Budapest, 2007. január 3.) Kossuth- és József Attila-díjas magyar költő, prózaíró, szerkesztő.

## Életpályája
Nagy Gáspár 1949. május 4-én Bérbaltaváron született. Tanulmányait a Pannonhalmi Bencés Gimnáziumban, majd Szombathelyen népművelés és könyvtár szakon végezte. 1976-80 a Móra Ferenc Könyvkiadó szerkesztője. 1981-től 1985-ig a Magyar Írószövetség titkára, 1985-től a Bethlen Gábor Alapítvány titkára, 1988-tól a Hitel című irodalmi folyóirat szerkesztője, 2004-től a Magyar Katolikus Rádió kulturális szerkesztőségének vezetője volt. A Magyar Művészeti Akadémia posztumusz tiszteleti tagja 2011-től.   Költői életművének fontos része volt az 1956-os forradalom és szabadságharc emlékének őrzése és eszméinek felmutatása. Görömbei András irodalomtörténész szavait idézve: Nagy Gáspár művészete és emberi tartása a tisztesség, bátorság, tehetség egymást erősítő példája volt a magyar irodalomban. Több költeményét, köztük A Fiú naplójából (1981) (megjelenési ideje 1986) és az Öröknyár: elmúltam 9 éves (1983) című verseket az 1989-es politikai rendszerváltás szellemi előkészítőjeként tartják számon. Utóbbi szerzeménye Nagy Imre (kezdőbetűiből: NI) jelöletlen sírjára utal. A cenzorok figyelmét ez elkerülte, így az Új Forrás 1984. októberi számában le is közölték. A lapszámot bezúzatták, Nagy Gáspár pedig kénytelen volt lemondani írószövetségi tisztségéről.
Öröknyár: elmúltam 9 éves

a sír

a sír

NIncs sehol

a test

a test

NIncs sehol

a csont

a csont

NIncs sehol

a gyilkosok

a gyilkosok

se       I T T

se       O TT

(p. s.)

egyszer majd el kell temetNI

és nekünk nem szabad feledNI

a gyilkosokat néven nevezNI!

1969-től megfigyelés alatt tartották, a titkosszolgálat felbontotta leveleit, lehallgatta telefonjait. A Fiú naplójából a Tiszatáj 1986. júniusi számában jelent meg, s egyik oka volt a pártállami vezetés újabb irodalmi folyóiratot érintő retorziójának: a lapszámot bezúzatták, a folyóirat szerkesztőit leváltották.
A rendszerváltás előtt Nagy Gáspár költészete beszélt legnyíltabban a kommunista diktatúra bűneiről. Költészete nyílt szembenállás volt a diktatúrával, leleplezte annak módszereit és cselekedeteit. Aztán regisztrálta a rendszerváltás örömét, majd azonnal szót emelt visszásságai, felemássága miatt. Nagy erkölcsi felelősséggel szólt a rendszerváltozás folyamatában megmutatkozó színváltásokról, árulásokról, elvtelen helyezkedésekről.

## Emlékezete
- Nagy Gáspár Emlékház – A költő bérbaltavári szülőházában 2013 óta látható az életét és munkásságát bemutató kiállítás. Nyaranta középiskolai korosztály számára irodalmi táborok színtere.
- Nagy Gáspár Irodalmi és Művészeti Díj
- Nagy Gáspár Labdarúgó Emléktorna – Létrehozását a költővel egykor együtt focizó barátok határozták el 2008 tavaszán. Az emléktornát 2008 óta minden évben megrendezték Budakeszin, Vasváron, Nagytilajban, illetve Pannonhalmán. Résztvevőnek olyan települések és intézmények csapatait hívják meg, melyekhez Nagy Gáspár munkássága, illetve életének valamely szakasza kapcsolódott. A vándorserleget a költő utolsó munkahelye, a Magyar Katolikus Rádió ajánlotta fel.
- 2019-et, a költő születésének 70. évfordulóját pannonhalmi diáktársai Nagy Gáspár emlékévvé nyilvánították, országszerte számos programmal emlékeztek a költőre.[2]

## Művei
- Koronatűz (1975)
- Halántékdob (1978)

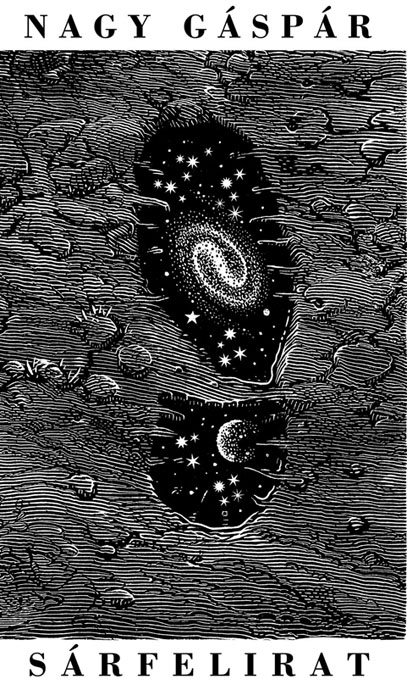
Nagy Gáspár posztumusz könyvének címoldala, Orosz István grafikája.

- Tollam neve ez. Irodalmi antológia; vál. Nagy Gáspár, összeáll. Botár Attila, Patka László; KISZ Veszprém megyei Bizottsága–Veszprém megyei Tanács V. B., Veszprém, 1979
- Földi pörök (1982)
- Áron mondja (1986)
- Kibiztosított beszéd (1987)
- Egy sajátos közép-európai kísérlet; avagy "alapítvány a nemzet javára". Vázlatos áttekintés a Bethlen Gábor Alapítványról; MBK, s.l., 1988
- Múlik a jövőnk. Válogatás régi és új versekből, 1968-1989; Szépirodalmi, Bp., 1989
- Mosolyelágazás (1993)
- Fölös ébrenlétem. Az 1993-as esztendő versei; Antológia, Lakitelek, 1994
- Zónaidő. Közép-európai napló; Széphalom Könyvműhely, Bp., 1995
- Augusztusban, Ludvík Jahn nyomában. Regény-részlet; Magvető, Bp., 1995
- Tudom, nagy nyári délután lesz. Versek, 1994-1997; Kortárs, Bp., 1998
- Szabadrabok. Egybegyűjtött versek 1968-1998; Kossuth Egyetemi, Debrecen, 1999
- Kanizsa – vár (vissza); fotó Kotnyek István; Harkány László, Nagykanizsa, 1999
- Húsz év a kétezerből. Versek; Tiszatáj Alapítvány, Szeged, 2000 (Tiszatáj könyvek)
- Amíg fölragyog a jászol (2001)
- ...nem szabad feledNI...! Versek – 1956 láthatatlan emlékművének talapzatára; Püski, Bp., 2002
- Ezredváltó, sűrű évek. Száz vers 1998 márciusától 2003 márciusáig; Széphalom Könyvműhely, Bp., 2003
- Szavak a rengetegből (2004)
- Közelebb az életemhez (2005)
- 1956 fénylő arcai (Kiss István rajzaival) (2006)
- Sárfelirat (Posztumusz versek) (2007)
- Nagy Gáspár–Szakolczay Lajos: Ameddig temetetlen holtak lesznek... Interjúk, versek, fotók; Magyar Napló, Bp., 2008 + CD
- Szaltószabadság. Válogatott versek; Mundus, Bp., 2008 (Pegazus szárnyán)
- Kanizsa – vár (vissza); Önkormányzat, Nagykanizsa, 2009
- Nagy Gáspár összegyűjtött versei; szerk. Görömbei András; Püski, Bp., 2011
- Októberi stációk. Nagy Gáspár és 1956. Válogatott írások; vál., szerk., összeáll. Pécsi Györgyi; Nap, Bp., 2016 (Magyar esszék)
- Sarusi Mihály: Innen a rácson. Simonyi Imre, Ördögh Szilveszter, Körmendi Lajos és Nagy Gáspár küldeményei. Levelesládámból I.; Corvinka Könyvek, Békéscsaba, 2017
- Kránitz Mihály: Maga az Isten jön el. Adventi útikönyv Ferenc pápa gondolataival és Nagy Gáspár verseivel. 2017. december 3–december 24.; Szt. István Társulat, Bp., 2017
- Látok világomra. Válogatott versek; vál., szerk. Nagy Gábor; Magyar Napló–Írott Szó Alapítvány, Bp., 2019

## Díjai, elismerései
- Móricz Zsigmond-ösztöndíj (1977)
- Radnóti-díj (1977)
- Alföld-díj (1978)
- Clevelandi József Attila-díj (1985)
- József Attila-díj (1990)
- Magyar Művészetért díj (1990)
- Greve-díj (1992)
- Artisjus irodalmi díj (1992)
- Tiszatáj-díj (1993)
- Nagy Imre-emlékplakett (1993)
- Kölcsey-díj (1994)
- Ratkó József-díj (1994)
- Getz-díj (1995)
- Balassi Bálint-emlékkard (1999)
- Kossuth-díj (2000)
- Hűség-díj (2001)
- Szent Márton-díj (2003)
- Arany János-díj (2005)
- Szépirodalmi Figyelő-díj (2005)
- Március 15.-díj (2006)
- Magyar Örökség díj (2006)
- Prima díj (2006)
- Mikszáth Kálmán-díj (2007)
- Kölcsey-emlékplakett (2007)

## Szakirodalom
- Ács Margit: Költő a sohasem örök nyárban = Uő: A hely hívása, Antológia Kiadó, 2000
- Jánosi Zoltán: "Két part között" = Uő: Idő és ítélet, Felsőmagyarország Kiadó, 2001
- Papp Endre: Dac és remény, Bárka, 2003/4.
- Nagy Gábor (költő): "Eszelős napok, évek jönnek" (Nagy Gáspár: Tudom, nagy nyári délután lesz), Az olvasás tétje, Magyar Napló Kiadó, 2003, 110-117.
- Görömbei András: Nagy Gáspár, Kalligram, 2004
- A Balassi-kard honlapja
- Vasy Géza: Egy költő világszemlélete – prózában, Tiszatáj, 2004/12.
- N. Pál József: Magyar nyom – Isten költeményén, Hitel, 2006/12.
- Görömbei András: Sárfelirat, Hitel, 2007/7.
- Nagy Gábor (költő): Hatalom, medialitás, emlékezet, Életünk, 2007/8.
- Monostori Imre: Közelebb Nagy Gáspárhoz, Új Forrás, 2007/8.
- Petrik Béla: „...töretlen gerincek kopogtatása…” – Nagy Gáspár: Közelebb az életemhez, BÁRKA, 2006. 2.
- Petrik Béla: A Magyari NAGYúrhoz (Nagy Gáspár emlékére), HITEL, 2007. március
- Németh István Péter: Öleljen föld, víz s ég! Balatoni irka Nagy Gáspár emlékének; szerzői, Tapolca, 2007
- Tanulmányok Nagy Gáspárról; vál., szerk. Görömbei András; Kossuth Egyetemi, Debrecen, 2008
- Petrik Béla: A fejfogakhoz – Három vers 1973. március idusából – (Nagy Gáspár 60. születésnapjára), HITEL, 2009. május
- Görömbei András: Nagy Gáspár. Monográfia; 2. jav., bőv. kiad.; Nap, Bp., 2009
- Petrik Béla: Tavaszunk: az öröknyár (bevezetés egy ismeretlen Nagy Gáspár íráshoz), Hitel, 2010. május
- Petrik Béla: „…ezzel az emlékezetvesztéssel éljünk együtt?” – Nagy Gáspár és az átvilágítás, Hitel, 2011. október
- Petrik Béla: Két feljegyzés Nagy Gáspár írószövetségi lemondása kapcsán, Kortárs, 2012. 09.
- Nagy Gáspár-emlékkonferencia. 2012. május 17.; MMA, Bp., 2013 (A Magyar Művészeti Akadémia konferenciafüzetei)
- Petrik Béla: „Engem csak a vers véd…” (Háttérvonások Nagy Gáspár rendszerváltó verseihez), Hitel, 2015. január
- Petrik Béla: "Engem csak a vers véd...". Írások Nagy Gáspárról; Antológia, Lakitelek, 2018